# Чит Лејк (Западна Вирџинија)
Чит Лејк (енгл. Cheat Lake) насељено је место без административног статуса у америчкој савезној држави Западна Вирџинија.

## Демографија
По попису из 2010. године број становника је 7.988, што је 1.592 (24,9%) становника више него 2000. године.
| Група             | 2000.         | 2010.         |
| Белци             | 6.087 (95,2%) | 7.465 (93,5%) |
| Афроамериканци    | 77 (1,2%)     | 128 (1,6%)    |
| Азијати           | 120 (1,9%)    | 194 (2,4%)    |
| Хиспаноамериканци | 35 (0,5%)     | 127 (1,6%)    |
| Укупно            | 6.396         | 7.988         |